# 枝年昌
枝 年昌（えだ としまさ、生没年不詳）とは、明治時代の浮世絵師。

## 来歴
月岡芳年の門人。姓は枝。春斎と号す。貧乏だったので、初め芳年の車夫として住み込みをしその傍ら浮世絵を学んだ。明治18年（1885年）に浅草須賀町2番地に移転した芳年の塾頭になる。明治20年（1887年）代の頃に作画をしており、明治22年（1889年）には芳年の門を去って自立し、後に三代目歌川豊国の門人歌川国玉の養子になったとされる。主として大錦3枚続の「憲法発布奉祝大典之図」、大錦2枚続の「立皇太子式図」などといった開化絵の類を描いている。明治24年11月21日から11月23日に上野公園桜ヶ岡日本美術協会列品館で開かれた日本青年絵画協会臨時研究会に「牧童」を枝年昌の名で出品、五等褒状を得ている。

## 作品

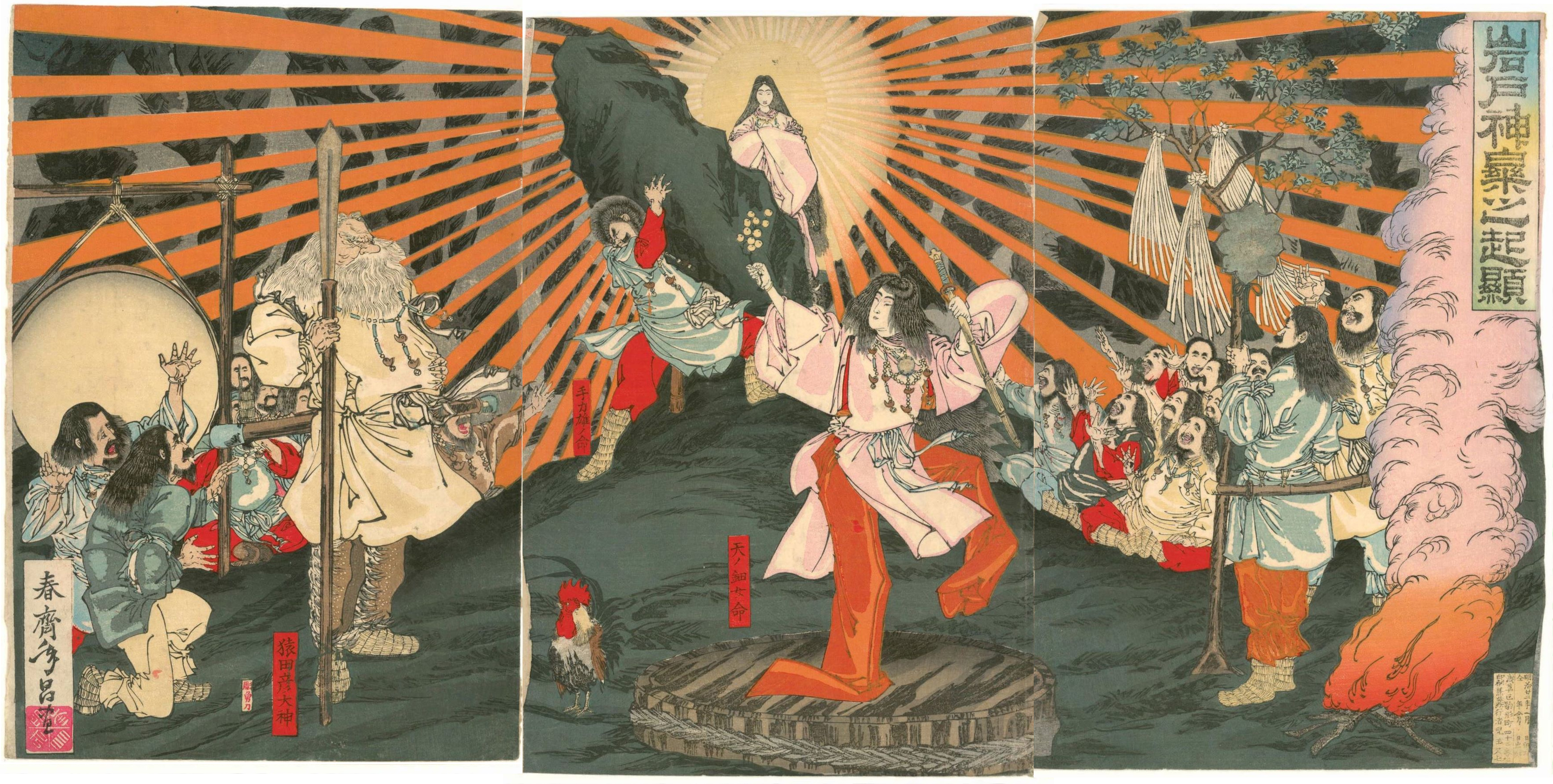
岩戸神楽之起顕、明治22年（1889年）

- 「憲法発布奉祝大典之図」 大錦3枚続 明治22年（1889年）
- 「立皇太子式図」 大錦2枚続 明治22年（1889年）
- 「日本橋魚がし旧天王祭団扇投之図」 大錦3枚続 明治22年 中央区立郷土天文館所蔵 児玉又七版
- 「上野公園第三回内国勧業博覧会之図」 大錦3枚続 明治23年（1890年）
- 「川越間坂伊兵衛店」 大錦 明治25年（1892年）
- 「帝国陸軍大勝利歓迎之図」 大錦3枚続 明治27年（1894年）
- 「日清韓貴顕御肖像」 大錦3枚続 明治27年（1894年）
- 「銀婚式御祝典之図」 大錦3枚続 明治27年（1894年）
- 「日清艦激戦之図」 大錦3枚続 明治27年（1894年）　国立国会図書館、プラハ国立美術館所蔵
- 「伊予朝汐太郎」 大錦 明治31年（1898年）ころ 春斎筆の落款 アメリカ議会図書館所蔵 松木平吉 (5代目) 版